# Lodowiec Szelfowy Rossa
     Lodowiec Szelfowy Rossa
     Lodowiec Szelfowy Ronne i Lodowiec Szelfowy Filchnera
     Lodowiec Szelfowy Amery’ego
     Larsen C
     Lodowiec Szelfowy Riiser-Larsena
     Lodowiec Szelfowy Fimbul
     Lodowiec Szelfowy Shackletona
     Lodowiec Szelfowy Jerzego VI
     Zachodni Lodowiec Szelfowy
     Lodowiec Szelfowy Wilkinsa
     Lodowiec Szelfowy Abbota
     Lodowiec Szelfowy Getza

Główne lodowce szelfowe Antarktydy (2008):
Lodowiec Szelfowy Rossa
Lodowiec Szelfowy Ronne i Lodowiec Szelfowy Filchnera
Lodowiec Szelfowy Amery’ego
Larsen C
Lodowiec Szelfowy Riiser-Larsena
Lodowiec Szelfowy Fimbul
Lodowiec Szelfowy Shackletona
Lodowiec Szelfowy Jerzego VI
Zachodni Lodowiec Szelfowy
Lodowiec Szelfowy Wilkinsa
Lodowiec Szelfowy Abbota
Lodowiec Szelfowy Getza

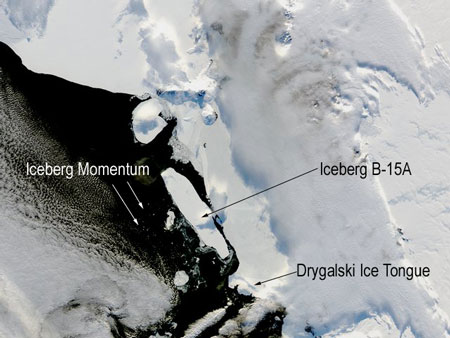
B-15A – fragment jednej z największych gór lodowych w historii (2005)

Lodowiec Szelfowy Rossa (ang. Ross Ice Shelf) – największy lodowiec szelfowy świata, o powierzchni 473 tys. km², w południowej części Morza Rossa w Antarktydzie Zachodniej.

## Nazwa
Współczesna nazwa lodowca upamiętnia jego odkrywcę – brytyjskiego polarnika Jamesa Clarka Rossa (1800–1862) . Sam Ross nazwał obiekt Victoria Barrier na cześć brytyjskiej królowej Wiktorii (1819–1901). Później funkcjonowała nazwa Great Ice Barrier.

## Geografia
Lodowiec szelfowy w południowej części Morza Rossa w Antarktydzie Zachodniej . Od południa przylega do kontynentu Antarktydy, a na północy opada stromą ścianą – ogromną barierą lodową (Barierą Lodową Rossa) o wysokości 15–50 m, ciągnącą się przez ok. 644 km  między Wyspą Rossa na zachodzie a Półwyspem Edwarda VII na wschodzie . W północnej części lodowca, w pobliżu bariery, oprócz Wyspy Rossa leży także Wyspa Roosevelta . Na wschodzie lodowiec graniczy z Półwyspem Edwarda VII, Shirase Coast, Wybrzeżem Siple’a i Gould Coast, a na zachodzie z Górami Królowej Maud, Wybrzeżem Shackletona, Hillary Coast i Wyspą Rossa.
Lodowiec ma kształt podkowy – w najszerszym miejscu liczy ok. 800 km i wchodzi w głąb kontynentu na ok. 600 km. Jest największym lodowcem szelfowym świata – jego powierzchnia szacowana jest na ok. 473 tys. km² (stan na 2014 rok).
Lodowiec jest zasilany przez potężne strumienie lodowe z pokrywy lodowej Antarktydy Wschodniej i Zachodniej . Z Antarktydy Wschodniej do lodowca spływają Leverett Glacier, Lodowiec Scotta, Lodowiec Beardmore’a, Nimrod Glacier, Lodowiec Byrda, Mulock Glacier i Skelton Glacier. Z Antarktydy Zachodniej do lodowca spływa pięć wielkich strumieni – A, B, C, D i E na Wybrzeżu Siple’a, które niosą 90% spływającego do lodowca lodu. Najczęściej badanym był strumień B o długości 500 km, szerokości 50 km i ok. 1 km grubości, który wprowadza ok. 30 km³ a−1 lodu. Strumień C stoi w miejscu, a inne płyną z prędkością 400–1000 m d−1. Strumienie początkowo oznaczano kolejnymi literami alfabetu w kolejności ich położenia z południa na północ . Ich nazwy zostały zmienione na początku XXI w., aby uhonorować geologów: strumień A to Mercer Ice Stream , B – Whillans Ice Stream , C – Kamb Ice Stream , D – Bindschadler Ice Stream , E – MacAyeal Ice Stream , F – Echelmeyer Ice Stream .
Średnia grubość lodowca wynosi około 330 m wzdłuż linii 79°S . W kierunku południowym wzdłuż linii ok. 168°W grubość lodu stopniowo wzrasta do ponad 700 m . Hund (2014) podaje, że grubość lodowca waha się od 180 do 900 m.
Powierzchnia lodowca jest płaska, wznosi się niewiele ponad 1 metr na przestrzeni 10 km, a sam lodowiec dochodzi na odległość 550 km od bieguna południowego. Stąd stanowi on jedną z najlepszych dróg do wnętrza kontynentu .
Na zachodnim krańcu szelfu znajduje się amerykańska stacja naukowo-badawcza McMurdo, leżąca w pobliżu McMurdo Sound . Jest to największe skupisko ludzkie na terenie Antarktydy. W jego sąsiedztwie na Wyspie Rossa od 1957 roku swoją bazę – Scott Base prowadzi Nowa Zelandia .

### Cielenie się lodowca
Lodowiec rozcinają szczeliny, które doprowadzają do pęknięć i odrywania się fragmentów znacznych rozmiarów, tworzących ogromne góry lodowych .
W 1956 roku wielka góra lodowa została zaobserowana przez amerykański lodołamacz USS „Glacier” nieopodal Wyspy Scotta na Morzu Rossa . Jej niepotwierdzone wymiary to ok. 335 km długości i 100 km szerokości .
W marcu 2000 roku od lodowca oderwała się jedna z największych zaobserwowanych gór lodowych B-15, której powierzchnia wynosiła 11 000 km² . PO kilku dniach rozpadła się na dwa fragmenty, a większy fragment – B-15A (120 × 20 km) – zablokował wejście do McMurdo Sound . W październiku 2005 roku B-15A rozpadła się na kilka dużych kawałków w pobliżu Przylądka Adare’a . Jej fragmenty dryfowały po Oceanie Południowym, aż z czasem uległy stopieniu, a 20 lat później ostał się jedynie jeden fragment monitorowany przez US National Ice Center .

## Historia
Lodowiec szelfowy został odkryty 28 stycznia 1841 roku przez brytyjskiego polarnika Jamesa Clarka Rossa (1800–1862) . Ross zmapował czoło lodowca na wschód do 160°W . W 1911 roku z regionu McMurdo Sound wyruszyły wyprawy na zdobycie bieguna południowego – Ekspedycja Terra Nova Roberta Falcona Scotta (1868–1912) i wyprawa Roalda Amundsena (1872–1928) .
Podczas wypraw Richarda Byrda (1888–1957) w latach 1928–1930 prowadzono badania lodowca z powietrza. W latach 1957–1958 w ramach Międzynarodowego Roku Geofizycznego dokonano pierwszego objazdu całego lodowca przy użyciu traktorów snieżnych – wyprawą dowodził amerykański glacjolog Albert P. Crary (1911–1987). Podczas tej ekspedycji przeprowadzono m.in. pierwsze pomiary grubości lodu i wolnych przestrzeni pod lodowcem oraz pierwsze badania gęstości, twardości i tempa akumulacji śniegu na lodowcu. Bardziej szczegółowe badania przeprowadzono w latach 1973–1978, kiedy to dokonano pierwszego odwiertu lodu, przebijając się do przestrzeni pod lodowcem wypełnionej wodą.
Na wschodnim krańcu szelfu funkcjonowało kolejno pięć amerykańskich stacji badawczych Little America .

## Polityka
Roszczenia terytorialne do lodowca zgłasza Nowa Zelandia, która zalicza go do obszaru Dependencji Rossa .